# Matteo Carrara
Matteo Carrara (Alzano Lombardo, 25 marzo 1979) è un ex ciclista su strada italiano, professionista dal 2001 al 2012.

## Carriera
Inizia a praticare ciclismo agonistico nel 1987. La prima squadra per la quale corre è la Valoti Arredamenti di Nembro che dal 2004 è diventata Cicloteam-Nembro (Vavassori Pulizie), successivamente passa da juniores nel Team Colpack e da dilettante alla UC Bergamasca 1902. Durante l'ultimo anno da dilettante viene convocato per disputare la prova in linea Under-23 al mondiale di Plouay; insieme a lui per l'Italia prendono parte alla corsa Lorenzo Bernucci, Gavazzi Nicola, Graziano Gasparre, Stefano Guerrini e Franco Pellizotti. Carrara chiuderà la gara, vinta da Evgenij Petrov, al 78º posto.
Il suo esordio nel mondo professionistico avviene nel 2001 con la squadra Colpack-Astro, che nel 2003 si fonde con la De Nardi a formare la De Nardi-Colpack. Sempre nel 2003 consegue quattro vittorie da professionista, prima di approdare l'anno dopo alla Lampre-Daikin e nel 2005 al Team Barloworld. Nel 2006 torna alla Lampre, squadra UCI ProTour, e può così prendere parte a corse di grande livello: si classifica decimo alla Milano-Sanremo e sesto al Giro di Lombardia, partecipando inoltre alla Vuelta a España. Nella stagione successiva gareggia invece con la Unibet.com, formazione belga-svedese, ottenendo buoni risultati, tra i quali il quarto posto nella classifica finale del Giro di Svizzera (con lo stesso tempo del terzo classificato Stijn Devolder) e il terzo nel Brixia Tour.
Nel 2008 veste la maglia della Quick Step, squadra ProTour belga. Nel mese di giugno ottiene il decimo posto nella classifica generale del Giro del Delfinato, corsa a tappe francese, e il mese seguente partecipa per la prima volta in carriera al Tour de France; concluderà in 36ª posizione, dopo aver affrontato le prime due settimane di corsa tra i primi 20 della generale e aver ceduto terreno sulle tappe alpine.
Nel 2009 si trasferisce al team olandese Vacansoleil. L'avvio di stagione lo vede terminare al 25º posto la Tirreno-Adriatico e al 14º il Critérium International, corsa a tappe francese. Tra il 31 marzo ed il 5 aprile prende parte alla Settimana Ciclistica Lombarda: qui si mette in luce in salita e conclude al quinto posto in generale a 55 secondi dal vincitore Daniele Pietropolli. A maggio vince la classifica generale del Circuit de Lorraine, corsa a tappe in Lorena, tornando così al successo dopo sei anni.
Nel 2010 si aggiudica una tappa e la classifica generale del Giro del Lussemburgo, imponendosi su Fränk Schleck e Lance Armstrong; l'anno dopo conclude invece undicesimo alla Parigi-Nizza e diciassettesimo (prima partecipazione per lui) al Giro d'Italia.
Si ritira al termine della stagione 2012.

## Palmarès
- 2000 (Dilettanti Under-23)

Classifica generale Mainfranken-Tour
Giro del Medio Brenta
LuK-Cup Under-23
- 2003 (De Nardi, quattro vittorie)

5ª tappa Giro d'Austria (Lienz > Sankt Kanzian am Klopeiner See)
Criterium d'Abruzzo
2ª tappa Tour of Qinghai Lake (Xining > Xihaizhen)
5ª tappa Tour of Qinghai Lake (Lago Qinghai > Xining)
- 2004 (De Nardi, una vittoria)

Criterium d'Abruzzo
- 2009 (Vacansoleil, una vittoria)

Classifica generale Circuit de Lorraine
- 2010 (Vacansoleil, due vittorie)

4ª tappa Giro del Lussemburgo (Mersch > Luxembourg)
Classifica generale Giro del Lussemburgo

### Altri successi
- 2003 (De Nardi)

Trofeo Don Luigi Tengattini
- 2004 (Lampre)

Cronosquadre Tour de Langkawi

## Piazzamenti

### Grandi Giri
- Giro d'Italia

2011: 17º
2012: 96º
- Tour de France

2008: 36º
- Vuelta a España

2006: ritirato (20ª tappa)
2009: 37º
2011: 146º

### Competizioni mondiali
- Campionati del mondo

Plouay 2000 - In linea Under-23: 78º